# Harsjön (Åkers socken, Södermanland)
Harsjön är en sjö i Strängnäs kommun i Södermanland och ingår i Trosaåns huvudavrinningsområde.